# Reprezentacja Kuby w baseballu mężczyzn
Reprezentacja Kuby w baseballu należy do Federación Cubana de Béisbol i Confederación Panamericana de Béisbol. W rankingu IBAF zajmuje 5. miejsce. Męska reprezentacja zwyciężyła 25 razy na mistrzostwach świata, 12 razy w igrzyskach panamerykańskich (8 razy z rzędu w latach 1971–2007) i trzykrotnie zdobyła złoty medal na igrzyskach olimpijskich.